# کوتا سرینیواسا راو
کوتا سرینیواسا راو (انگلیسی: Kota Srinivasa Rao؛ زادهٔ ۱۰ ژوئیهٔ ۱۹۴۲) هنرپیشه، و سیاستمدار اهل راج بریتانیا است.
از فیلم‌ها یا برنامه‌های تلویزیونی که وی در آن نقش داشته‌است می‌توان به کلمات زنان دارای معانی متفاوتی هستند و کدام مسیر به خانه عمه من می‌رسد؟ اشاره کرد.
وی همچنین برندهٔ جوایزی همچون جایزه ناندی شده‌است.

## فیلم‌شناسی
فهرست برخی از فیلم‌هایی که کوتا سرینیواسا راو در آن‌ها به ایفای نقش پرداخته‌است:
- کلمات زنان دارای معانی متفاوتی هستند
- خانه عروسک‌ها
- سر و صدا
- تجاوز
- جبار سینگ
- گوویندا گوویندا
- ژوئیه
- مونا
- شوک
- شهرت
- اسب مسابقه
- ماه کامل
- یوگی
- گویند مرد مردم است
- بدری
- نانی
- پاراما ویرا چاکرا
- راما، تو خواهی آمد
- عالی
- هدف
- دان
- یک مرد
- قدرت
- مبارزه
- ساگونی
- رقص
- باربر درجه ۱
- او همسر من است
- قهرمان ماجراجو و پری دریایی
- خداحافظ بابو
- زخم
- روزی روزگاری
- ارابه‌سوار
- در خیابان‌های آسمان
- مهمان
- کدام مسیر به خانه عمه من می‌رسد؟
- سیتا
- هویت
- همه پادشاه خوش‌تیپ
- رهبر
- هم‌سرایان
- عزیزم
- شهروند
- رامبابو به‌همراه فیلم‌بردار گانگا
- مالیسواری
- رعد سرکش
- گایاتری
- چرای جنگلی
- لگد
- تاریخچه خون
- آماده
- سیوا
- این موضوع است
- حکیم بزرگ
- اون چهار نفر
- تاک یاس در حیاط
- آره من دارم ازدواج می‌کنم
- شورش گاوهای نر
- آنامایا
- بازار شلوغ
- چایتانیا
- بابا
- عزیز